# Comté
El comté es un queso francés con denominación de origen desde 1952, y que disfruta del reconocimiento como DOP a nivel europeo desde el Reglamento (CE) n.º 1107/96. El comté, también conocido como gruyer de Comté, proviene de la región del Franco-Condado, departamento de Jura; también se produce en los departamentos de Doubs y Ain.

## Historia
Es mencionado este queso por varios autores, desde Plinio el Viejo en la antigüedad a Víctor Hugo en el siglo XIX. Se trata, pues, de un queso muy antiguo. Originalmente se hacía en comunidades aisladas lejos de los mercados, por lo que sólo podían vender el queso unos pocos días al año. Hacían grandes ruedas de queso para conservar los excedentes de leche y poder almacenarlos durante el largo invierno. El comté nació en los tiempos en los que la rudeza de los largos inviernos obligaba a los seres humanos a pensar colectivamente en su subsistencia. Eran lecherías alpinas llamadas fruitières, de las que aún quedan en la meseta del Jura.

## Denominación de origen
El comté obtuvo el reconocimiento como AOC en 1952, siendo uno de los primeros quesos franceses que la obtuvo, a partir de un reconocimiento hecho mediante juicio civil en las corte de Dijon. Dicho reconocimiento fue luego ratificado mediante un decreto de 1958. Debe llevar en la etiqueta el logotipo con las iniciales INAO, las palabras «Appellation d’Origine Contrôlée» y el nombre del queso.
Desde 1996, es una denominación de origen protegida (PDO) ante la Unión Europea. A nivel internacional, cuenta con registro como denominación de origen, conforme al Sistema de Lisboa, ante la Organización Mundial de la Propiedad Intelectual, desde el 20 de diciembre de 1967.

## Elaboración
La denominación de origen garantiza que se sigue un procedimiento tradicional y riguroso en la obtención de la leche, la elaboración del queso y su maduración. 

### Lasfermesdel macizo del Jura
Se realiza con leche cruda de vaca de las razas montbéliarde y simmental française. La leche del comté se produce en pequeñas explotaciones que practican una agricultura extensiva respetuosa con los suelos. Las vacas se alimentan esencialmente de hierba fresca en pasto durante el verano y de heno, en establo, durante la estación invernal. El ensilado de la hierba está prohibido, así como el cultivo del maíz. Al sabor del queso contribuye la mezcla de ordeños matutinos y vespertinos antes de la elaboración del queso.

## Lasfruitièresde comté

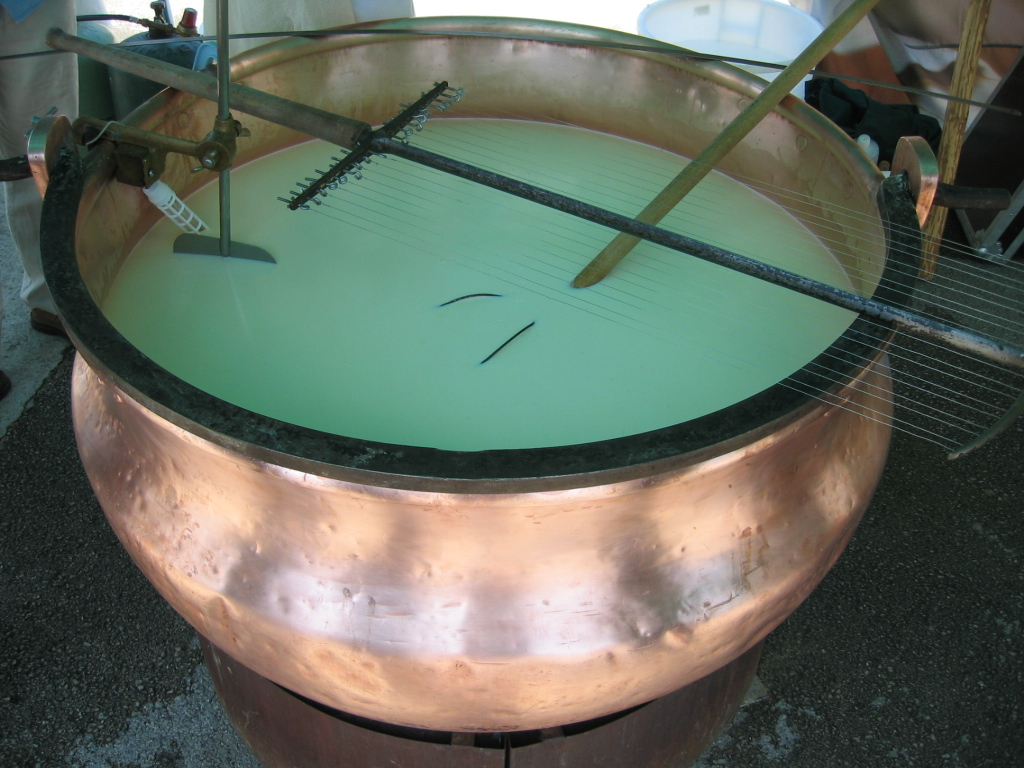

El queso comté se elabora artesanalmente en más de 190 pequeñas queserías de pueblo, llamadas «fruitières», cooperativas, o empresas que recogen cada día la leche de las fermes (granjas) de alrededor. En estas 'fruitières', la leche se vierte en grandes cubas de cobre (o de acero inoxidable) donde se  calienta. El quesero añade algunos centilitros de un cuajo natural que transforma la leche en cuajada que será entonces calentada a 54 °C durante 60 minutos. Es un queso prensado, pues el contenido de la cuba se presiona entonces, golpeándolo ligeramente a continuación, y se vierte en los moldes de comté. Algunas horas más tarde, la abertura de este molde permite obtener un comté nuevo, de color aún blanco, y blando, que irá pronto a una larga estancia en la bodega de maduración. Se sala en seco, dándole la vuelta y cepillándolo con regularidad. La maduración lleva de 4 a 6 meses, pero a menudo está hasta los 8-10 e incluso puede llegar a más (hasta 18 o 24 meses). Los comté llamados "de excepción" pueden llegar a los 36 meses. El comté hace su segunda transformación en la bodega de maduración. 
La palabra 'fruitière' viene del latín fructus, siendo así que los campesinos ponían en común el fruto de su trabajo. Sin esta puesta en común, sin esta forma de solidaridad, jamás podrían hacerse quesos que necesitan 450 litros en regiones donde predominan las explotaciones de tipo familiar. La producción en el año 1998 alcanzó las 40.162 toneladas (+ 4,45 % respecto a 1996), todas ellas elaboradas con leche cruda y en 'fruitières'.

## Características
Tiene forma de enorme rueda que puede alcanzar los 40 kilos. Hacen falta alrededor de 450 litros de leche para producir una sola rueda de comté. Tiene entre un 30 y un 45% de materia grasa. La corteza se trata con Bacillus lineus, de manera que va del amarillo al pardo. La pasta es firme, ligera y flexible: su color va del amarillo crema al oscuro. Presenta algunos ojos. El comté se caracteriza por su gran riqueza aromática, debido notablemente a las condiciones de maduración pero sobre todo a la naturaleza misma de la flora del Jura, que agrupa a más de 2.000 especies abarcando más de un 40% de la flora francesa. Tiene un sabor rico y variado, dependiendo del lugar de fabricación. Pueden aparecer aromas florales y sabores a fruta en verano y a nuez en invierno. Resulta menos picante que su análogo suizo, el gruyer.
Es un queso muy nutritivo, de alto contenido en fósforo, calcio, sales minerales y proteínas. Su período de degustación óptima es de julio a septiembre después de una maduración de 8 a 12 meses, pero también resulta excelente de junio a diciembre. Los precios del comté varían grandemente, dependiendo del lugar de venta y del grado de añejamiento, siendo más caros los comté viejos que los frescos. 
Además de ser ingrediente de recetas, el comté puede servirse del aperitivo al postre. Es perfecto para cortarlo en cubitos o en tabla de quesos, en ensalada, para fondue, pudiendo también rallarse o despedazarse. Marida bien con un vino de Arbois, sea blanco, rosado o tinto, Côte du Jura blanco o tinto y, finalmente, otros blancos como Corton-Charlemagne o Graves supérieur.

## Notación por banda marrón o verde

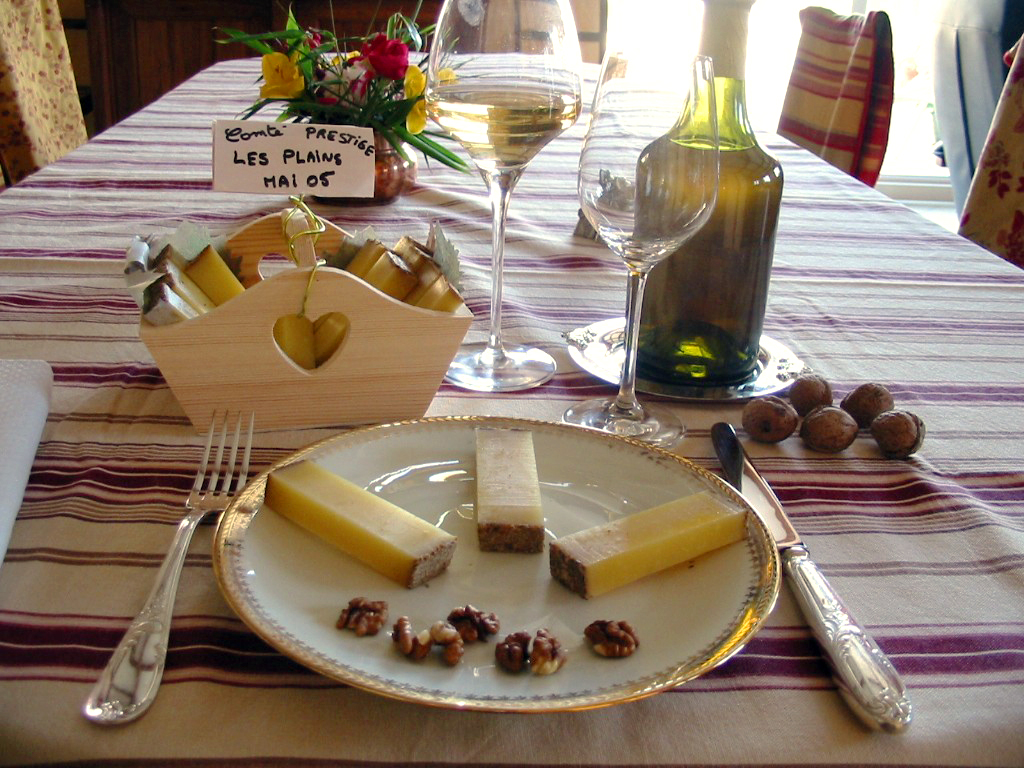

Cada rueda es objeto de una puntuación sobre un total de 20 puntos. 
Esta notación sanciona el gusto, pero también el aspecto físico de la rueda. Las ruedas que obtienen una nota superior a 15 puntos reciben una banda verde. Las ruedas que obtienen una nota comprendida entre los 12 y los 15 puntos reciben una banda marrón, y es importante subrayar que esta banda marrón puede sancionar un ligero defecto de aspecto en un queso que por lo demás puede ser excelente. 
Las ruedas que no alcanzan la nota de los 12 puntos se retiran de los lotes de comté y se destinan a la fabricación de queso fundido. 
Verde o marrón, ambas son auténtico comté con una edad mínima de 4 meses. El color de la banda no tiene relación ni con el grado de madurez del queso ni con una tipología del gusto. 